# جهلم
```

```

جِهْلَمُ (بالهندستانية: جہلم) مدينة في ولاية بنجاب الباكستانية. وهي على نهر جهلم الذي سميت به.